# Episodi de La leggenda di Korra (prima stagione)
La prima stagione della serie animata La leggenda di Korra (The Legend of Korra), nota anche come Libro primo: Aria (Book One: Air), e composta da 12 episodi, è stata trasmessa in prima visione negli Stati Uniti d'America da Nickelodeon dal 14 aprile al 23 giugno 2012.
In Italia, la stagione è andata in onda sul canale satellitare Nickelodeon dall'8 dicembre al 31 dicembre 2012.
| nº | Titolo originale          | Titolo italiano                    | Prima TV USA   | Prima TV Italia  |
| -- | ------------------------- | ---------------------------------- | -------------- | ---------------- |
| 1  | Welcome to Republic City  | Benvenuti a Città della Repubblica | 14 aprile 2012 | 8 dicembre 2012  |
| 2  | A Leaf in the Wind        | Foglia nel vento                   | 14 aprile 2012 | 8 dicembre 2012  |
| 3  | The Revelation            | La rivelazione                     | 21 aprile 2012 | 19 dicembre 2012 |
| 4  | The Voice in the Night    | La voce nella notte                | 28 aprile 2012 | 20 dicembre 2012 |
| 5  | The Spirit of Competition | Spirito di competizione            | 5 maggio 2012  | 21 dicembre 2012 |
| 6  | And the Winner Is...      | E il vincitore è...                | 12 maggio 2012 | 22 dicembre 2012 |
| 7  | The Aftermath             | Una triste verità                  | 19 maggio 2012 | 24 dicembre 2012 |
| 8  | When Extremes Meet        | Il dominatore del sangue           | 2 giugno 2012  | 25 dicembre 2012 |
| 9  | Out of the Past           | Visioni dal passato                | 9 giugno 2012  | 26 dicembre 2012 |
| 10 | Turning the Tides         | Cambiamenti                        | 16 giugno 2012 | 27 dicembre 2012 |
| 11 | Skeletons in the Closet   | Scheletri nell'armadio             | 23 giugno 2012 | 28 dicembre 2012 |
| 12 | Endgame                   | La fine dei giochi                 | 23 giugno 2012 | 31 dicembre 2012 |

## Benvenuti a Città della Repubblica
- Titolo originale: Welcome to Republic City
- Diretto da: Joaquim Dos Santos & Ki Hyun Ryu
- Scritto da: Michael Dante DiMartino & Bryan Konietzko

### Trama
Korra è il nuovo Avatar e viene allenata fin dall'infanzia per adempiere al suo destino. Per imparare a dominare l'aria Korra ha bisogno di Tenzin, il figlio di Aang e Katara, l'ultimo maestro del dominio dell'aria e consigliere a Città della Repubblica. A causa di un imprevisto Tenzin è costretto a rimandare l'allenamento di Korra, ma quest'ultima decide di raggiungerlo imbarcandosi clandestinamente. Giunta a Città della Repubblica scopre che ci sono criminali e manifestanti anti-dominatori. Korra, non conoscendo le usanze della città, viene arrestata e fa la conoscenza di Lin Beifong, figlia di Toph. Tenzin la fa scarcerare e le ordina di tornare a casa, ma Korra riesce a fargli cambiare idea.
- Ascolti USA: telespettatori 4 550 000[3]

## Foglia nel vento
- Titolo originale: A Leaf in the Wind
- Diretto da: Joaquim Dos Santos & Ki Hyun Ryu
- Scritto da: Michael Dante DiMartino & Bryan Konietzko

### Trama
Korra inizia l'allenamento, ma il suo carattere impulsivo la ostacola. Poco distante dall'isola c'è l'arena dove si svolge il torneo di Dominio Sportivo uno sport consistente in un combattimento a squadre formate da tre dominatori; Korra vorrebbe andarci, ma Tenzin è contrario. Korra quindi una notte si reca a nuoto all'arena. Qui fa la conoscenza di una squadra emergente: i Furetti di Fuoco. A causa di un litigio, il dominatore dell'acqua li pianta in asso e Korra, si propone come sostituta, accettata dato che non vi è altra scelta per i fratelli. Tenzin viene alla scoperta del fatto e decide di raggiungerla. Mentre la vede giocare nota che i suoi movimenti migliorano a vista d'occhio, e decide di farle continuare il torneo.
- Ascolti USA: telespettatori 4 550 000[3]

## La rivelazione
- Titolo originale: The Revelation
- Diretto da: Joaquim Dos Santos & Ki Hyun Ryu
- Scritto da: Michael Dante DiMartino & Bryan Konietzko

### Trama
Per continuare il torneo Mako, Korra e Bolin devono trovare dei fondi: Mako trova lavoro alla centrale elettrica. Bolin invece viene adescato da un membro della malavita. Mako, non vedendo tornare a casa il fratello, si mette alla sua ricerca con l'aiuto di Korra. Seguendo degli indizi, i due arrivano alla base della Triade del Triplo Terrore e scoprono che Bolin è stato rapito dai seguaci di Amon. In seguito Korra e Mako scoprono che Amon presiederà una riunione dove ci sarà una "rivelazione". I due riescono ad imbucarsi, e assistono al discorso di Amon: i dominatori opprimono i deboli e l'unica soluzione è togliere i poteri dei dominatori. Amon dichiara di poterlo fare ed inizia una dimostrazione pratica usando dei criminali come sue vittime, tra questi c'è anche Bolin. Korra decide di sabotare gli impianti del vapore e, approfittando della confusione, Mako riesce a liberare il fratello. Venuto a sapere di questi fatti Tenzin rimane esterrefatto: fino ad allora, togliere il dominio era stata una abilità che solo l'Avatar poteva esercitare.
- Ascolti USA: telespettatori 3 550 000[4]

## La voce nella notte
- Titolo originale: The Voice in the Night
- Diretto da: Joaquim Dos Santos & Ki Hyun Ryu
- Scritto da: Michael Dante DiMartino & Bryan Konietzko

### Trama
Il consigliere Tarrlok crea una squadra di polizia speciale per catturare Amon con lui stesso a capo. Tarrlok vuole anche l'Avatar in squadra, e con un subdolo espediente la convince. Dopo alcune missioni Korra arriva a sfidare direttamente Amon, tuttavia Amon le tende una trappola e la minaccia di toglierle i suoi poteri se continuerà a mettersi contro di lui.
- Ascolti USA: telespettatori 4 008 000[5]

## Spirito di competizione
- Titolo originale: The Spirit of Competition
- Diretto da: Joaquim Dos Santos & Ki Hyun Ryu
- Scritto da: Michael Dante DiMartino & Bryan Konietzko

### Trama
Con un fortuito incidente, Mako fa la conoscenza di Asami Sato, figlia del potente industriale Hiroshi Sato, padrone delle Industrie del Futuro, che gli propone la sponsorizzazione per la sua squadra, a corto di denaro per l'iscrizione al campionato. La squadra passa gli ottavi e Korra si dichiara a Mako, ma viene rifiutata. Bolin si fa avanti ed esce con Korra. Mako e Korra litigano e nei quarti passano solo grazie a Bolin. Mako ammette di provare qualcosa per Korra che lo bacia davanti a Bolin. Nelle semifinali i due fratelli cedono e toccherà a Korra fare la differenza. Il trio ritrova l'armonia perduta e si prepara per la finale.
- Ascolti USA: telespettatori 3 780 000[6]

## E il vincitore è...
- Titolo originale: And the Winner Is..
- Diretto da: Joaquim Dos Santos & Ki Hyun Ryu
- Scritto da: Michael Dante DiMartino & Bryan Konietzko

### Trama
Amon con uno dei suoi annunci radio esige che il consiglio chiuda immediatamente l'arena, annullando la finale. Il consiglio teme il coinvolgimento di innocenti ed è incline ad accettare l'ordine di Amon, tuttavia Lin Beifong ribalta la decisione del consiglio incaricando la polizia di dominatori del metallo di vigilare sull'evento. La finale si disputa, ma i campioni da battere, i Pipistrelli Lupo, giocano in modo scorretto con un arbitraggio iniquo, tanto che i Furetti di Fuoco vengono sconfitti. Appena termina la partita i Paritari sferrano il loro attacco; stavolta però non sono i bloccanti ad intervenire, ma gente comune mescolata fra il pubblico. Essi sono armati con dei guanti elettrici, che provocano elettroshock e paralisi negli agenti di polizia, le cui armature sono inutili. Amon prende il microfono, e dichiara che la parità sarà imposta in tutta la città, e poi nel mondo.
- Ascolti USA: telespettatori 3 880 000[7]

## Una triste verità
- Titolo originale: The Aftermath
- Diretto da: Joaquim Dos Santos & Ki Hyun Ryu
- Scritto da: Michael Dante DiMartino & Bryan Konietzko

### Trama
Mako e Bolin si trasferiscono da Asami la fidanzata di Mako, mentre Korra è in visita scopre che il padre di Asami, Hiroshi Sato, è in combutta con Amon. La polizia setaccia le fabbriche di Sato, ma non trovano niente. Per testare la sua nuova arma Hiroshi attira i suoi avversari nel laboratorio segreto sotto la sua villa. Asami scopre la verità e con il suo intervento  salva Korra, Tenzin e Lin Beifong. Il gruppo si trasferisce sull'isola di Tenzin.
- Ascolti USA: telespettatori 3 450 000[8]

## Il dominatore del sangue
- Titolo originale: When Extremes Meet
- Diretto da: Joaquim Dos Santos & Ki Hyun Ryu
- Scritto da: Michael Dante DiMartino & Bryan Konietzko

### Trama
Lin Beifong lascia la polizia e il suo nuovo capo decide di mettersi al servizio di Tarrlok per fermare Amon. Korra, Bolin, Mako e Asami formano una squadra di vigilantes, ma finiscono in prigione (Korra esclusa) per essersi opposti a Tarrlok. Korra va da Tarrlok per far scarcerare i suoi amici e ne scaturisce una lotta. In un momento di impazienza, Tarrlok rivela la sua vera natura di dominatore del sangue imprigionando Korra all'interno di un camion per portarla in un luogo isolato.
- Ascolti USA: telespettatori 2 980 000[9]

## Visioni dal passato
- Titolo originale: Out of the Past
- Diretto da: Joaquim Dos Santos & Ki Hyun Ryu
- Scritto da: Michael Dante DiMartino & Bryan Konietzko

### Trama
Durante la sua prigionia Korra riesce a stabilire un contatto con lo spirito di Aang e scopre dell'esistenza di Yakone, un dominatore del sangue a cui Aang tolse il suo dominio. Tarrlok inscena un'aggressione dei paritari per giustificare il rapimento di Korra, tuttavia dopo aver liberato i prigionieri dalle grinfie dei Paritari, l'inganno di Tarrlok viene scoperto e quest'ultimo si ritira nel luogo dove ha portato Korra. Ad aspettarlo c'è Amon che lo priva del suo dominio, mentre Korra riesce a liberarsi e a tornare dai suoi amici.
- Ascolti USA: telespettatori 3 580 000[10]

## Cambiamenti
- Titolo originale: Turning the Tides
- Diretto da: Joaquim Dos Santos & Ki Hyun Ryu
- Scritto da: Michael Dante DiMartino & Bryan Konietzko

### Trama
Amon sferra un attacco a Città della Repubblica sequestrando i consiglieri. Tenzin riesce a sfuggire agli agguati e invia un messaggio di aiuto alle Forze Unite. I paritari attaccano l'isola del tempio dell'aria, ma vengono sconfitti. Tenzin decide di scappare e chiede a Korra di nascondersi ed aspettare i rinforzi. Durante la fuga Lin Beifong si sacrifica per salvare Tenzin e la sua famiglia.
- Ascolti USA: telespettatori 3 540 000[11]

## Scheletri nell'armadio
- Titolo originale: Skeletons in the Closet
- Diretto da: Joaquim Dos Santos & Ki Hyun Ryu
- Scritto da: Michael Dante DiMartino & Bryan Konietzko

### Trama
La flotta delle Forze Unite vengono distrutte dalle nuove armi di Hiroshi. Korra riesce a salvare il generale Iroh, questi manda un messaggio alla seconda flotta per evitare un'altra disfatta. Korra e Mako, travestiti da Paritari, fanno irruzione nella residenza di Amon dove trovano l'ex-consigliere Tarrlok che rivela loro l'identità di Amon: egli è in realtà un dominatore dell'acqua e del sangue, inoltre è suo fratello e si chiama Noatak. Da piccoli il loro padre Yakone, esiliato da Città della Repubblica e recatosi al polo sud, li allenò nel dominio del sangue. In seguito ad una ribellione contro il padre severo, Noatak fuggì, senza rivedersi mai più con il fratello. Nel frattempo Bolin, Asami e il generale Iroh si dirigono verso la base aerea per distruggerla.
- Ascolti USA: telespettatori 3 680 000[12]

## La fine dei giochi
- Titolo originale: Endgame
- Diretto da: Joaquim Dos Santos & Ki Hyun Ryu
- Scritto da: Michael Dante DiMartino & Bryan Konietzko

### Trama
Asami e il suo gruppo riescono a mettere fuori uso la base e gli aerei di Hiroshi ed infine a catturare quest'ultimo. Al raduno Korra scopre che Tenzin e i suoi figli sono stati catturati e stanno per perdere il loro dominio. Quindi irrompe alla cerimonia e rivela a tutti la verità su Amon. Con nessuno disposto a crederle, Amon si toglie la maschera e mostra una cicatrice da bruciatura. Quindi cattura Korra e le sottrae tutti i domini. Tuttavia, quando Mako sta per perdere il suo dominio, Korra scopre il proprio dominio dell'aria, grazie al quale riesce a sconfiggerlo. Amon, scaraventato nell'acqua, usa inavvertitamente il dominio dell'acqua e rivela anche la finzione della sua cicatrice davanti a tutti i Paritari che rimangono sconvolti. Infine riesce a scappare e, recuperato il fratello dove lo aveva rinchiuso, gli propone di fuggire insieme a lui. Inizialmente Tarrlok accetta ma, mentre sono insieme in fuga su una barca, in un momento drammatico prende un guanto elettroshock e dà fuoco al serbatoio della barca che, scoppiando, annienta entrambi. Korra, che inizialmente si isola per la tristezza, grazie all'aiuto dello spirito di Aang, entra nello stato dell'Avatar per la prima volta e impara a ripristinare i domini scomparsi, essendo capace di restituire il dominio alle vittime di Amon, cominciando da Lin Beifong.
- Ascolti USA: telespettatori 3 680 000[12]